# Manuel Ribeiro
Manuel António Ribeiro, foi um escritor, poeta e uma figura política de relevo na Primeira República Portuguesa. Era natural de Albernoa (Beja) e ficou conhecido na história de Portugal pelo seu papel enquanto fundador da primeira organização bolchevista em Portugal (Federação Maximalista Portuguesa), assim como, enquanto dinamizador da fundação do PCP.

## Biografia
Nasceu em Albernoa (Beja), filho de um sapateiro. Desde muito novo participou ativamente na política ao transmitir o seu apoio pela causa republicana nos jornais de Beja. Quando terminou o liceu ingressou no curso de medicina em Lisboa, onde teve os primeiros contactos com as ideias anarquistas e sindicalistas. Quando se viu obrigado a abandonar os estudos, por falta de recursos económicos, passou a trabalhar para a Editora Guimarães onde conheceu Delfim Guimarães.
Já na Republica, aderiu às ideias sindicalistas revolucionárias, ficando conhecido pelo seu debate com Emílio Costa em que argumentava que o "sindicalismo se bastava a si mesmo" e que se tratava de uma doutrina independente do anarquismo.
Com o deflagrar da Primeira Guerra Mundial, colocou-se ao lado das potencias aliadas contra o belicismo germânico, tomando posição ao lado dos signatários do Manifesto dos Dezasseis. 
Após a Revolução de Outubro liderada pelos bolcheviques, Manuel Ribeiro aproxima-se das ideias que inspiraram esta revolução, passando a preconizar a necessidade de haver uma fase transitória em ditadura para atingir a revolução operária. Pouco depois, iria organizar a Federação Maximalista Portuguesa, a primeira organização em Portugal com objetivo de seguir os exemplos da revolução dos sovietes.
No final de 1920 acabaria detido devido à sua colaboração enquanto diretor do jornal maximalista A Bandeira Vermelha. No seguimento desse acontecimento, figuras como Raul Brandão e Fernando Pessoa chegariam a assinar um abaixo-assinado pela sua libertação.
Pouco tempo após a sua libertação começou aproximar-se do ideário católico e a afastar-se cada vez mais das ideias revolucionárias. Lançou uma "trilogia social" nos anos 20 que fizeram de Manuel Ribeiro o autor mais lido em Portugal, nos anos 20.
Nos seus últimos anos de vida trabalhou enquanto conservador na Torre do Tombo, onde se dedicou ao estudo da Soror Mariana Alcoforado.
Morreu a 27 de novembro de 1941, na sua casa na rua Azedo Gneco, 9, 4.º esquerdo.

## Cronologia[3]
- 1908: Publica o livro Imperiosa Verdade;
- 1909: Publica o livro Sentido de viver;
- 1911: Eleito para a Comissão Executiva do Congresso Sindical;
- 1912: Inicia colaboração no jornal O Sindicalista com a rubrica "Na Linha de Fogo".
- 1914: Declara o seu apoio ao Manifesto dos Dezasseis.
- 1916: Publica artigos de literatura monástica no jornal A Capital;
- 1918: Publica uma série de artigos em prol da Revolução Russa no jornal A Greve.
- 1919:
  - Inicia a colaboração com o jornal A Batalha, onde retoma a rubrica "Na Linha de Fogo".
  - Eleito Secretário da Comissão Executiva da Federação Maximalista Portuguesa (Abril);
  - Diretor do jornal A Bandeira Vermelha[5].
- 1920:
  - Detido na redação da Bandeira Vermelha e enviado para a prisão do Limoeiro;
  - Eleito para a Comissão Organizadora para a Constituição do Partido Comunista.
  - Publica o livro A Catedral (livro em suporte digital)
- 1921:
  - Libertado da Prisão;
  - Inicia colaboração com a revista ABC;
  - Termina a sua colaboração na A Batalha;
  - Eleito para a comissão geral de educação e propaganda do PCP;
  - Enviado como delegado da Secção Portuguesa da Internacional Comunista ao III Congresso da Comintern;
  - Eleito para a Junta Nacional do PCP (outubro).
- 1922:

Publica o livro O Deserto (livro em suporte digital)